# Busi Mhlongo
Busisiwe „Busi“ Victoria Mhlongo (* 28. Oktober 1947 in Inanda, Natal; † 15. Juni 2010 in Durban) war eine südafrikanische Sängerin und Songwriterin, die vor allem mit Mbaqanga-, Maskanda- und Marabi-Musik hervorgetreten ist, aber auch afrikanisch basierte Smooth-Jazz-Produktionen vorgelegt hat.

## Leben und Wirken
Mhlongo war zunächst unter dem Namen Vicky Mhlongo als Sängerin und Tänzerin aktiv (u. a. mit ihrer Band African Jazz und bei Conjunto Juan Paulo). 1963 hatte sie mit My Boy Lollipop einen ersten Hit. Sie trat in Musicals auf und im Jazzkontext mit den Big Five von Early Mabuza, den sie heiratete. Mit den African Follies tourte sie durch Mosambik und trat 1969 in Portugal auf. 1970 verließ sie Südafrika, um in Europa zu leben. Sie sang bei Julian Bahuhlas Jabula, war zeitweise Leadsängerin von Osibisa und trat mit Dudu Pukwana und mit Hugh Masekela auf. Dann leitete sie ihre eigene Band Twasa; mit Ifang Bondi trat sie auf dem Africa Roots Festival in Amsterdam auf. 1993 veröffentlichte sie ihr Album Barbentu (an dem der Gitarrist Robert „Doc“ Mthalane beteiligt war). In den 1990er Jahren kehrte sie nach Südafrika zurück, wo sie auch mit Musikern wie Philip Tabane, mit Mabe Thobejane, Sipho Gumede und anderen arbeitete. Ihr von Will Mowat produziertes Album Urban Zulu (1998) erhielt gute Kritiken und hielt sich monatelang in den europäischen Weltmusik-Charts. Im Jahr 2000 erhielt sie gleich drei South African Music Awards (als beste Künstlerin, für das beste zeitgenössische Album und für das beste afrikanische Popalbum). 2003 wurde sie mit dem Kora Award als beste Sängerin des südlichen Afrikas ausgezeichnet. In Folge einer Brustkrebserkrankung musste sie sich 2007 aus dem Musikgeschäft zurückziehen; am 28. Oktober 2007 fand im Johannesburg Stadium ein Benefizkonzert für sie statt, an dem Musiker wie Dorothy Masuka, Ray Phiri, Sibongile Khumalo und Zuluboy neben dem damaligen Präsidenten Thabo Mbeki teilnahmen.

## Diskografie
- 1993: Barbentu (mit Twasa; auch als Babhemu)
- 1998: Urban Zulu
- 2002: Indiza – Voyages Through new Sounds
- 2003: Freedom
- 2004: Live at the Market Theatre (Jabu Khanyile und Busi Mhlongo)